# Allison Parks
Allison Parks, född 18 oktober 1941 i Glendale, Kalifornien, död 21 juni 2010, var en amerikansk fotomodell och skådespelare. Hon utsågs till herrtidningen Playboys Playmate of the Month för oktober månad 1965 och till Playmate of the Year för 1966.